# Yangsan
Yangsan (Yangsan-si; 양산시; 梁山市), è una città della provincia sudcoreana del Sud Gyeongsang.